# Galloscelio pumilio
Galloscelio pumilio är en stekelart som beskrevs av Nel och Jakub Prokop 2005. Galloscelio pumilio ingår i släktet Galloscelio och familjen Scelionidae. Inga underarter finns listade i Catalogue of Life.